# Under The Wings Of Hell
Under The Wings Of Hell es un álbum recopilatorio de 2001 que Dark Funeral realiza junto a otra banda llamada Infernal (la banda Infernal se separa en el 2006). En el álbum se puede ver las canciones remasterizadas por Dark Funeral y Infernal en sus primeros álbumes. Es similar al álbum sacado por Dark Funeral In The sign.

## Canciones

### Dark Funeral
1. Open the Gates
2. Shadows Over Transylvania
3. My Dark Desires
4. In the Sign of the Horns

### Infernal
1. Requiem
2. Wrath of the Infernal One
3. Storms of Armageddon
4. Under the Hellsign

## Créditos
- Lord Ahriman - Guitarra
- Emperor Magus Caligula - Bajo/Voz
- Matte Modin - Batería
- Dominion - Guitarra

- Datos: Q6155965